# Ma Qun
Ma Qun (chiń. 馬群; ur. 8 lutego 1994) – chiński lekkoatleta specjalizujący się w rzucie oszczepem.
FInalista mistrzostw Azji (2015) oraz igrzysk azjatyckich (2018). Siódmy zawodnik mistrzostw Azji w 2019 roku. Po dyskwalifikacji Mołdawianina Andriana Mardare został srebrnym medalistą uniwersjady (2019).
Medalista mistrzostw Chińskiej Republiki Ludowej. 
Rekord życiowy: 82,46 (15 czerwca 2018. Guiyang). 

## Osiągnięcia
| Rok  | Impreza             | Miejsce  | Pozycja    | Wynik |
| ---- | ------------------- | -------- | ---------- | ----- |
| 2015 | Mistrzostwa Azji    | Wuhan    | 6. miejsce | 74,84 |
| 2018 | Igrzyska azjatyckie | Dżakarta | 4. miejsce | 80,46 |
| 2019 | Mistrzostwa Azji    | Doha     | 7. miejsce | 76,31 |
| 2019 | Uniwersjada         | Neapol   | 2. miejsce | 79,62 |